# Gibberella tricincta
Gibberella tricincta är en svampart som beskrevs av El-Gholl, McRitchie, Schoult. & Ridings 1978. Gibberella tricincta ingår i släktet Gibberella och familjen Nectriaceae.   Inga underarter finns listade i Catalogue of Life.